# Joachim Lütke von Bassewitz
Joachim Lütke von Bassewitz (* 21. Mai 1656 in Lütten-Walmstorf; † 1745 ebenda) war deutsch-schwedischer Offizier, Klosterhauptmann von Dobbertin und Delegierter zum Engeren Ausschuss des mecklenburgischen Landtags.

## Leben
Joachim Lütke Gottfried von Bassewitz wurde am 21. Mai 1656 als dritter Sohn des Herzoglich-mecklenburgischen Vizelandmarschall Karl Ulrich von Bassewitz und dessen Frau Margarete v. Bülow auf Wedendorf geboren. Er hatte noch zwei Brüder und vier Schwestern.
Joachim Lütke von Bassewitz begann früh eine Offizierslaufbahn, diente in Truppen mehrerer deutscher Landesherren und nahm an Feldzügen in Ungarn und Schonen (Schweden) teil. 1682 nahm er seinen Abschied als Königlich-schwedischer Oberstleutnant.
Joachim von Bassewitz war einer der Hauptführer der mecklenburgischen Ritterschaft gegen die neuen Steuerforderungen des Herzogs Carl Leopold von der Ritterschaft. Denn während des Nordischen Krieges war Mecklenburg-Schwerin Aufmarschgebiet und Kriegsschauplatz auch fremder Truppen geworden, wofür der Herzog zusätzliche Gelder forderte.
1716 wird er Delegierter zum Engeren Ausschuss des mecklenburgischen Landtags in Ratzeburg. Darunter waren auch Landrat von Lehsten auf Dölitz und Landmarschall Levin von Hahn auf Remplin. Herzog Carl Leopold ließ daraufhin durch seinen Hauptmann und Kammerrat Christian Heinrich Paulßen deren Güter beschlagnahmen und das Inventar wegschaffen. Auf Bassewitz Gut Walmstorf sollen nur noch Tapeten an den Wänden und einige alte Tische und Stühle vorhanden gewesen sein. Der Herzog hatte sich mit dem Zaren verbündet und im Winter 1716/17 waren 40.000 russische Soldaten in Mecklenburg-Schwerin. Im Juli 1716 sollten die Russen Joachim von Bassewitz auf seinem Gut gefangen nehmen, doch der Klosterhauptmann war in Dobbertin tätig. Sein anwesender Sohn Obristleutnant Dethlof Hans von Bassewitz gab sich für seinen Vater aus und wurde mitgenommen. Nach vielen Verhandlungen wurde er mit dem Kammerjunker Pederstorff auf Barnekow, dem Obristleutnant von Oertzen auf Roggow und von Plessen auf Barnekow am 20. September 1716 von den Russen in Schloss Güstrow aus ihrer Haft entlassen. Sie wurden sofort von Herzog Carl Leopold gefangen genommen, im weißen Collegium zu Rostock eingesperrt und dort am 20. Oktober 1716 entlassen.
1725 verkaufte Joachim von Bassewitz seine Güter Klein Walmstorf und Wendorf (später Schönhof) für 30.000 Reichstaler an seinen Sohn Detlov Hans.

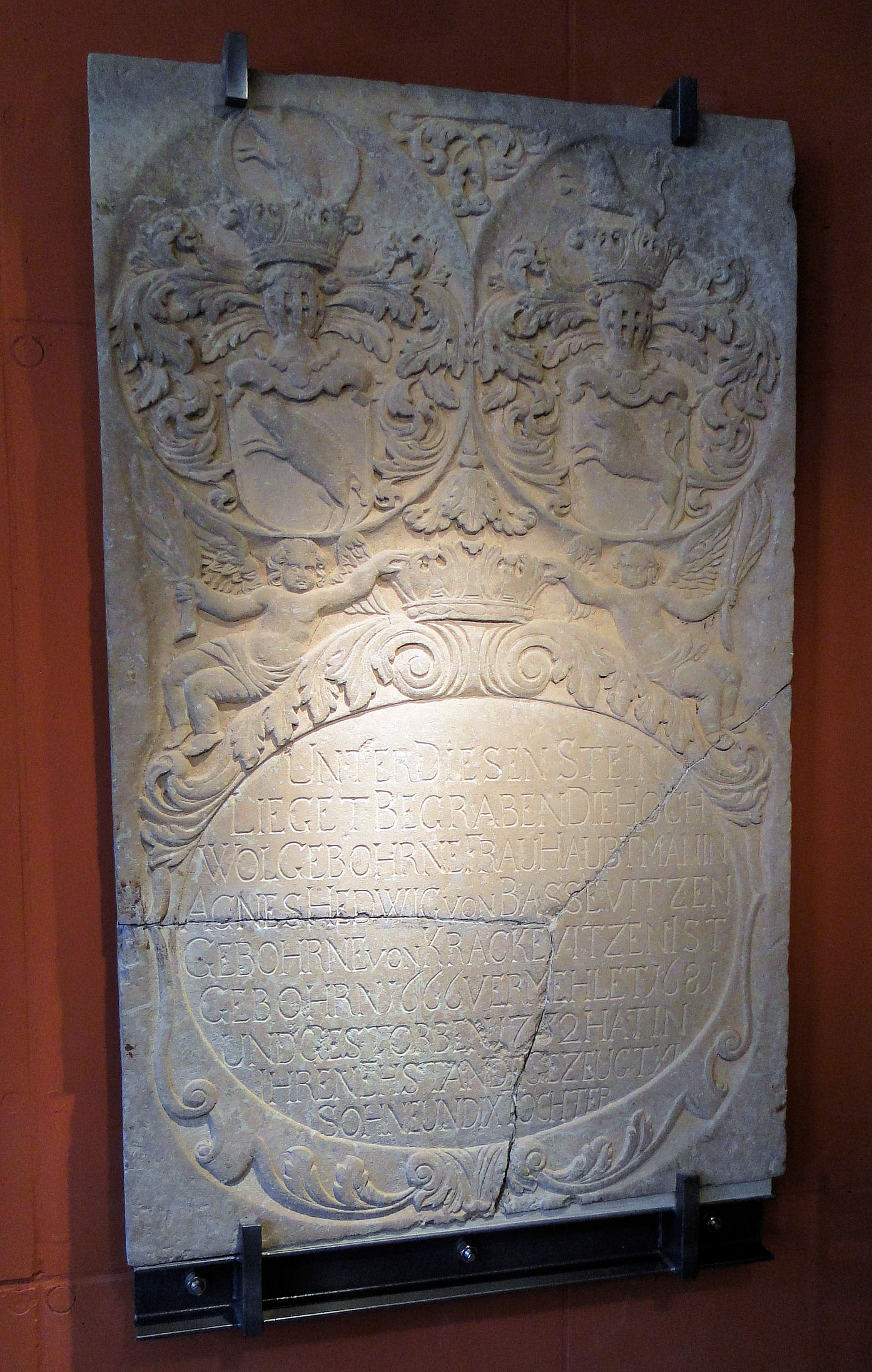
Grabplatte Agnes Hedwig von Bassewitz im Klosterladen

Am 2. Februar 1681 heiratet er Agnes Hedwig von Krakewitz a. d. H. Presentzke (* 1666; † 31. Juli 1732). Mit ihr hat er elf Söhne und neun Töchter, darunter Detlof Hans von Bassewitz. Ihre im Kloster Dobbertin mehrfach umgestellte Grabplatte (bis 1854 in der Klosterkirche, dann vor der nördlichen Kirchenfassade und ab 1990 im Kreuzgang) steht nach gründlicher Reinigung seit 2006 an der Westwand des Klosterladens im Nordflügel der Klausur. Diese historisch wertvolle Grabplatte von 1732 ist zweimal gebrochen. Im oberen Drittel nebeneinander ovale Medaillons zwei als Relief ausgeführte Vollwappen der Familien von Bassewitz und von Krackewitz, die Zwickel zwischen den Medaillons mit Rank- und Blattwerk ausgefüllt. Darunter eine ovale Kartusche umgeben von Blattwerk, darüber eine Krone, die von zwei Putti mit Palmzweigen gehalten wird. Im Innenfeld der Kartusche ist die Inschrift eingehauen: UNTER DIESEN STEIN / LIEGET BEGRABEN DIE HOCH / WOLGEBOHRNE FRAU HAUBTMANIN / AGNES HEDWIG VON BASSEVITZEN / GEBOHRNE VON KRACKEVITZEN IST / GEBOHRN 1666 VERMEHLET 1681 / UND GESTORBEN 1732 HAT IN / IHREN EHESTAND GEZEUGT XI / SOHNE UND IX TOCHTER.
Joachim Lütke von Bassewitz heiratet als vermutlich noch lebenslustiger 78-jähriger am 27. August 1733 Christina Dorothea von Bülow auf Zurow a.d.H. Wedendorf im Kloster Dobbertin. Ein wohl einmaliges Ereignis.

### Klosterhauptmann
Auf dem Landtag in Rostock wurde am 25. April 1709 Obrist-Leutnant Joachim von Bassewitz auf Lütten-Walmstorff zum Klosterhauptmann gewählt. Landrat Philipp Cuno von Bassewitz war zu dieser Zeit dort Provisor. Da Joachim von Bassewitz dem Herzog Friedrich Wilhelm bei wichtigen Entscheidungen, wie beim Schweriner Vergleich widersprochen hatte, erhielt er keine Landsherrliche Bestätigung. Der Herzog ließ sogar das Kloster von Dragonern besetzen und wollte so den Klosterhauptmann an der Verwaltung des Klosteramtes hindern. Es gab Unruhen im Kloster und unter den vereinten Landständen und der Ritterschaft. Nachdem die Sache beim Kaiser vorgetragen wurde, zog der Herzog seiner Dragoner aus dem Kloster ab.

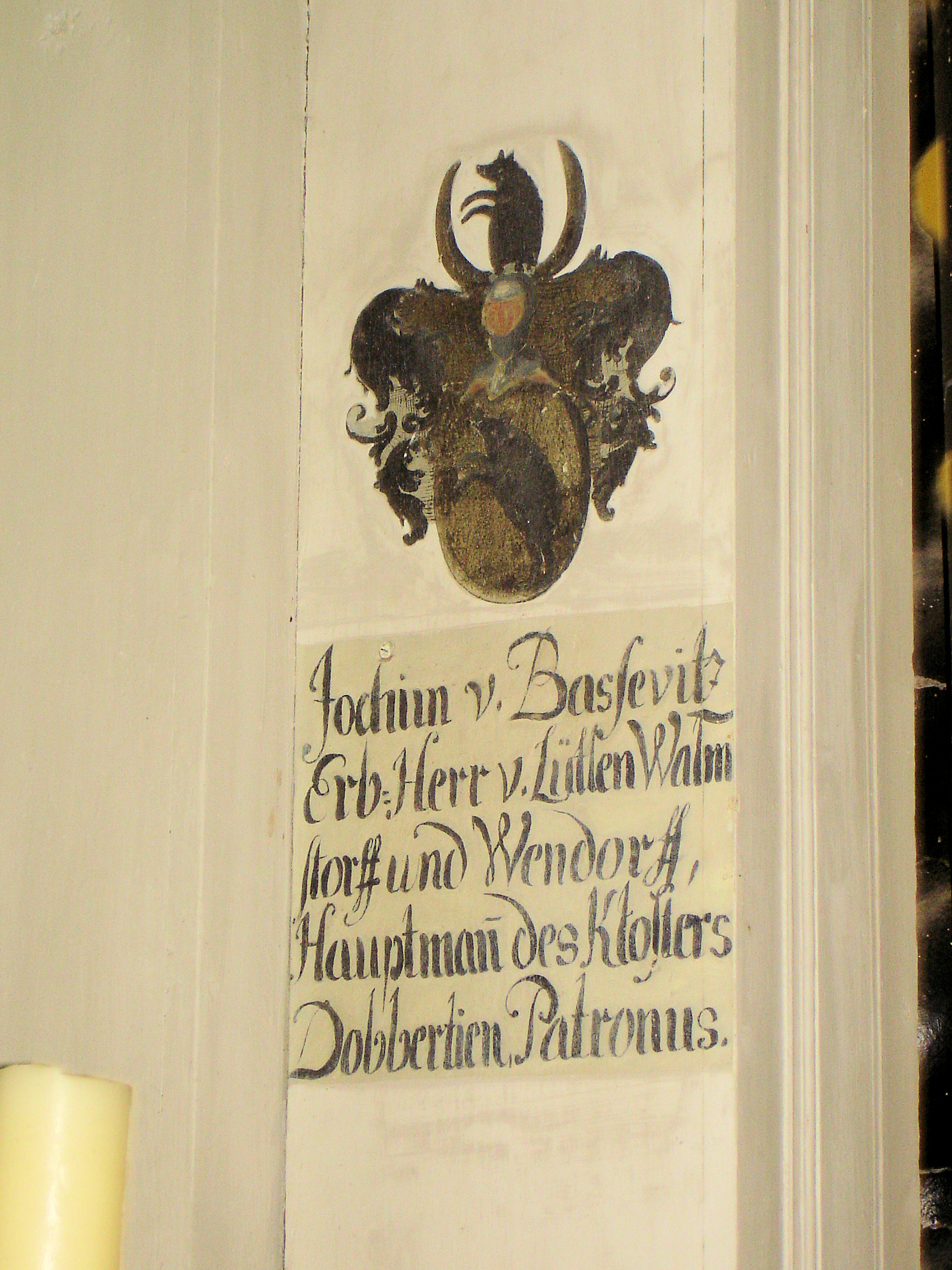
Patron der Kirche zu Lärz 1739

Joachim von Bassewitz machte sich während seiner recht langen Amtszeit im und für das Kloster sehr verdient. Aus den Rechnungsbüchern der Küchenmeister als Finanzbeamte in diesen Jahren ist zu ersehen, dass er nicht nur Reparaturen an Steindächern und in Wohnungen durchführen ließ. Er hatte 17 der insgesamt 25 Damenwohnungen bauen lassen. Am 7. Februar 1711 schloss er mit dem Maurermeister Christoffer Grahl aus Goldberg einen Contrakt wegen der neuerbauten Zimmer in dem Rämter für das Frl. Domina Augusta von Finecken. Der Klosterkirche stiftete er 1721 silberne Altarleuchter mit seinem Familienwappen und eine Bronzeglocke mit einer Inschrift und den Namen Augusta Elisabeth von Finecken, Domina, Joa. von Bassewitz, Coenobio Praefectus, Joh. Krull, Küchenmeister. Im Klosteramt wurde alles akkurat vermerkt, bis hin zu den Abrechnungen seiner Besoldung und Deputaten von 1717 bis 1747. Bei Krankheiten ließ er sich oft von seinem Sohn Oberstleutnant Detlov Hans vertreten, so auch 1737 bei der Revision des Klosters durch die Landtagsdeputierten.
Fast zwanzig Bilder und Ölgemälde verdienstvoller Persönlichkeiten des Klosters Dobbertin hingen einst im dortigen Konventsaal, darunter war auch das vom Klosterhauptmann Joachim von Bassewitz (1709–1744). Nach dem Auszug der Roten Armee 1947 aus dem Kloster waren alle Ölgemälde verschwunden.